# Ešet chajil
Ešet chajil (hebrejsky אשת חיל‎) je židovský chvalozpěv, jehož text pochází z Knihy přísloví, která je připisována králi Šalomounovi, konkrétně z kapitoly 31 a veršů 10–31. Ve dvaceti dvou verších, řazených v hebrejském originálu v abecedním akrostichu, vyjmenovává kvality ideální ctnostné ženy. Ta je chválena za to, že je „důstojná, vážená, praktická, pracovitá, dobročinná, že mluví s moudrostí a laskavostí, a čelí životu s optimismem a důvěrou“.
Zvyk pronášet Ešet chajil pochází z 16. století z kabalistických kruhů, podle nichž text odkazoval k šechině (Boží přítomnosti). V následujících stoletích byl více vztahován k ženě (manželce či matce). Interpretace textu se však různí, a podle některých výkladů odkazuje k šabatu či Tóře. V některých židovských domácnostech je Ešet chajil pronášen či zpíván v páteční šabatový večer, a to před kidušem (požehnání nad vínem).
Někdy je zvykem Ešet chajil zpívat na židovských svatbách, a některé z veršů bývají pronášeny při pohřbech zbožných žen, a následně jsou vytesávány na jejich náhrobní kameny.

## Text
| hebrejsky | česky (ČEP) |
| --- | --- |
| אֵשֶׁת חַֽיִל מִי יִמְצָא, וְרָחֹק מִפְּנִינִים מִכְרָהּ. בָּֽטַח בָּהּ לֵב בַּעְלָהּ, וְשָׁלָל לֹא יֶחְסָר. גְּמָלַֽתְהוּ טוֹב וְלֹא רָע, כֹּל יְמֵי חַיֶּֽיהָ. דָּרְשָֽׁה צֶֽמֶר וּפִשְׁתִּים, וַתַּֽעַשׂ בְּחֵֽפֶץ כַּפֶּֽיהָ. הָיְתָה כָׇּאֳנִיּוֹת סוֹחֵר, מִמֶּרְחָק תָּבִיא לַחְמָהּ. וַתָּֽקׇׇם בְּעוֹד לַיְלָה, וַתִּתֵּֽן טֶֽרֶף לְבֵיתָהּ וְחֹק לְנַֽעֲרֹתֶֽיהָ. זָמְמָה שׂדֶה וַתִּקָּחֵֽהוּ, מִפְּרִי כַפֶּֽיהָ נָטְעָה כָּֽרֶם. חָגְרָה בְעוֹז מׇתְנֶֽיהָ, וַתְּאַמֵּץ זְרוֹעֹתֶֽיהָ. טָֽעֲמָה כִּי טוֹב סַחְרָהּ, לֹא יִכְבֶּה בַלַּֽיְלָה נֵרָהּ. יָדֶֽיהָ שִׁלְּחָה בַכִּישׁוֹר, וְכַפֶּֽיהָ תָּֽמְכוּ פָֽלֶךְ. כַּפָּהּ פָּרְשׂה לֶעָנִי, וְיָדֶֽיהָ שִׁלְּחָה לָאֶבְיוֹן. לֹא תִירָא לְבֵיתָהּ מִשָּֽׁלֶג, כִּי כׇל־בֵּיתָהּ לָבֻשׁ שָׁנִים. מַרְבַדִּים עָשׂתָה־לָּהּ, שֵׁשׁ וְאַרְגָּמָן לְבוּשָׁהּ. נוֹדָע בַּשְּׁעָרִים בַּעְלָהּ, בְּשִׁבְתּוֹ עִם זִקְנֵי־אָרֶץ. סָדִין עָשׂתָה וַתִּמְכֹּר, וַחֲגוֹר נָתְנָה לַכְּנַעֲנִי. עוֹז וְהָדָר לְבוּשָׁהּ, וַתִּשׂחַק לְיוֹם אַחֲרוֹן. פִּֽיהָ פָּתְחָה בְחׇכְמָה, וְתֽוֹרַת חֶֽסֶד עַל לְשׁוֹנָהּ: צוֹפִיָּה הֲלִיכוֹת בֵּיתָהּ, וְלֶֽחֶם עַצְלוּת לֹא תֹאכֵל: קָמוּ בָנֶֽיהָ וַיְּאַשְּׁרֽוּהָ, בַּעְלָהּ וַיְהַלְלָהּ: רַבּוֹת בָּנוֹת עָֽשׂוּ חָֽיִל, וְאַתְּ עָלִית עַל כֻּלָּנָה: שֶֽׁקֶר הַחֵן וְהֶֽבֶל הַיֹּֽפִי, אִשָּׁה יִרְאַת ה׳ הִיא תִתְהַלָּל: תְּנוּ לָהּ מִפְּרִי יָדֶֽיהָ, וִיהַלְלֽוּהָ בַשְּׁעָרִים מַעֲשֽׂיהָ:‎ | Ženu statečnou kdo nalezne? Je daleko cennější než perly. Srdce jejího muže na ni spoléhá a nepostrádá kořist. Prokazuje mu jen dobro a žádné zlo po celý svůj život. Stará se o vlnu a o len, pracuje s chutí vlastníma rukama. Podobna obchodním lodím zdaleka přiváží svůj chléb. Ještě za noci vstává dát potravu svému domu a příkazy služkám. Vyhlédne si pole a získá je, z ovoce svých rukou vysází vinici. Bedra si opáše silou a posílí své paže. Okusí, jak je dobré její podnikání. Její svítilna nehasne ani v noci. Vztahuje ruce po přeslenu, svými prsty se chápe vřetena. Dlaň má otevřenou pro utištěného a ruce vztahuje k ubožáku. Nebojí se o svůj dům, když sněží, celý její dům je oblečen do dvojího šatu. Zhotovuje si přikrývky. Z jemného plátna a šarlatu je její oděv. Uznáván je v branách její manžel, když zasedá se staršími země. Zhotovuje plátno na prodej a pásy dodává kupci. Síla a důstojnost je jejím šatem, s úsměvem hledí vstříc příštím dnům. Její ústa promlouvají moudře, na jazyku mívá vlídné naučení. Pozorně sleduje chod svého domu a chleba lenosti nejí. Její synové povstávají a blahořečí jí, též její manžel ji chválí: „Statečně si vedly mnohé dcery, ale ty je všechny předčíš.“ Klamavá je líbeznost, pomíjivá krása; žena, jež se bojí Hospodina, dojde chvály. Dejte jí z ovoce jejích rukou, ať ji chválí v branách její činy! |